# NForce4
| Nvidia nForce4   | Nvidia nForce4                           |
| ---------------- | ---------------------------------------- |
| Nvidia nForce4   |                                          |
| Поддержка ЦП     | AMD64 Pentium 4                          |
| Поддержка сокета | Socket 939 Socket AM2 Socket 754 LGA 775 |
| Предшественник   | nForce3                                  |
| Преемник         | nForce 500                               |

nForce4 — чипсет для системной платы, выпущенный Nvidia в октябре 2004 г. Поддерживает процессоры AMD 64 бит (Socket 939, Socket AM2 и Socket 754) и Intel Pentium 4 LGA 775.

## Модели

### nForce4/nForce4-4x
nForce4 — это второй эволюционный Процессор Передачи Медиаданных (MCP, Media Communications Processor) и объединяет Северный и Южный мосты на одной матрице (первым был nForce3).
Версия Socket 754 платы имеет шину HyperTransport, синхронизированную до 800 MГц (скорость передачи данных 6,4 ГБ/с).
Материнские платы на базе ранних выпусков в основном называют «nForce4-4x» (в связи с их способностью обрабатывать 4xскоростные HT).
- Поддержка до 20 шин PCI Express (PCIe) (дo 38-40 шин для nForce4 SLI x16). Тестовые платы поставляются с одним x16 и тремя x1 слотами, оставляя 1 шину неиспользуемой.
- Поддержка до 10 портов USB 2.0.
- Поддержка 4 SATA и 4 PATA приводов, которые можно соединять в любой комбинации SATA и PATA и сформировать RAID 0, 1 или 0+1.
- Nvidia RAID Morphing, позволяющий конверсию из одного типа RAID в другой на лету.
- Nvidia nTune, инструмент для лёгкого разгона и тайминга.
- Полная скорость 1000 MГц на HyperTransport (скорость передачи 8 ГБ/с).
- Восьмиканальное AC97 aудиo.
- Встроенный Gigabit Ethernet.
- Nvidia ActiveArmor, встроенное решение для брандмауэра. (Недоступно на серийном nForce 4)
- Не поддерживает Windows 98 и Windows Me.[1]

### nForce4 Ultra
Версия Ultra содержит все особенности nForce4-4x, кроме того:
- Аппаратная обработка для ActiveArmor, дабы уменьшить нагрузку на ЦП.
- Скорость передачи данных 300MБ/с для приводов Serial-ATA II (SATA II интерфейс).

Вскоре после выпуска nForce4 Ultra энтузиасты обнаружили, что чипсет идентичен nForce4 SLI, кроме отдельного резистора на самом чип-пакете. Изменяя этот резистор, поскольку SLI конфигурируется, Ultra может быть превращён в SLI.

### nForce4 SLI
Версия SLI (Scalable Link Interface, Расширяемый Интерфейс Связи) имеет всe особенности версии Ultra, в дополнение к SLI. Этот интерфейс позволяет соединить две видеокарты, что может теоретически удвоить производительность, разделяя работу между двумя процессорами.
На стандартной (не x16) системной плате nForce4 SLI, систему можно конфигурировать, чтобы обеспечить слот x16 для одной графической платы либо парные слоты x8 для SLI-конфигурации. Чтобы установить эти опции, надо изменить положение перемычки.

### nForce4 SLI Intel Edition
В отличие от своего брата AMD Athlon64, Intel Edition — двухчиповый, имеет северный и южный мосты. Как и в случаe сo старыми чипсетами nForce2, Nvidia северный мост называет «Процессором Системной Платформы» (SPP, System Platform Processor), a южный — «Процессором Медиа и Коммуникаций» (MCP, Media and Communications Processor). Это изменение в дизайне требовалось потому, что в отличие от Athlon64/Opteron, Pentium 4 не имеет встроенного диспетчера памяти, таким образом Nvidia потребовалось включить его в чипсет, как в старом nForce2. В дополнение к поддержке процессоров Pentium 4 (до 1066 MГц FSB), чипсет включает поддержку DDR2 SDRAM. Так же, как и старые чипсеты Nvidia, MCP и SPP сообщаются через Гипертранспортную связь, в этом случае скорость передачи лишь 1.6 ГБ/с. Кроме этих различий, nForce4 SLI Intel Edition имеет те же самые особенности, что и серийный nForce4 SLI.
Странность Intel Edition в том, что хотя он и работает с Pentium D 830 (3.0 ГГц) и 840 (3.2 ГГц), а также и с Extreme Edition 840, но несовместим с Pentium D 820 (2.8 ГГц) — Pentium D 820 будет работать только как одноядерный. Nvidia заявила, что они не рассматривают 820 как перспективный процессор, а также не будут предоставлять поддержку для него. Однако nForce4 SLI X16 поддерживает его.

### nForce4 SLI x16
nForce4 SLI x16 имеет похожие особенности, как у nForce4 SLI, кроме того, теперь предоставляет 16 шин PCI-Express для обеих графических карт в SLI-конфигурации (в противоположность лишь 8 шинам на карту с оригинальным чипсетом SLI).
Это единственная версия nForce4 для процессоров AMD, у которой есть отдельные северный и южный мосты. Включает существующий nForce4 MCP для южного моста и нового AMD nForce4 Процессора Системной Платформы (SPP). Эти два чипа связаны через Гипертранспортную связь. Это решение обеспечивает в общем счёте 38 шин PCI-Express и может быть разделено по свыше 7 слотам.
Также доступно и для процессоров Intel, посредством чего обеспечивает 40 шин PCI-Express, которые можно разделить по свыше 9 слотам.

## Южные мосты

### nForce400/405/410/430
nForce400/405/410/430 относятся к южным мостам на базе nForce4, которые используются совместно с северными мостами серии GeForce 6100/6150 и образуют чипсет с интегрированной графикой. Комбинация продолжает популярный чипсет nForce2 IGP.
Следует отметить, что существуют также одночиповые мосты GeForce 6100/6150, в которых северный и южный мосты совмещены на одном кристалле.

## Недостатки
Чипсет nForce4 страдает от нескольких нерешённых проблем. Прежде всего, аппаратный брандмауэр ActiveArmor почти нефункционален, имеет много неисправленных ошибок и потенциально серьёзно неустойчив. Установка ActiveArmor может вызвать BSODы для пользователей некоторых программ, особенно приложений для однорангового обмена файлами. Некоторые пpoграммы, типа μTorrent, предупреждают о возможных последствиях использования брандмауэра Nvidia в комбинации с их программным обеспечением. У ActiveArmor также есть высокая вероятность порчи файловых загрузок. Nvidia неспособна решить эти проблемы и заостряет внимание на аппаратных ошибках в пределах самого чипсета; на проблемах, которые они не могут устранить.
Также случались нарушения целостности данных, связанные с определёнными жёсткими накопителями SATA II. Проблемы часто можно решить микропрограммным апдейтом для жёсткого диска от изготовителя.
Чипсет nForce4 также обвиняли в проблемах с картами PCI, а именно реализация шины PCI. RME Audio, производитель профессионального звукового оборудования, заявил, что латентность PCI-шины ненадёжна и что интерфейс чипсета PCI Express может «перегибать» ресурсы передачи системных данных, когда происходит интенсивное использование видеокарты. Это порождает эффект слышимых хлопков и щелчков со звуковыми картами PCI. Геймеры заметили этот эффект, особенно с Sound Blaster X-Fi от Creative и Sound Blaster Audigy 2. Проблемы совместимости между этими звуковыми платами и системными платами nForce4 продолжались даже после обновления драйверов. Проблемы латентности более очевидны на звуковых платах, чем на других платах расширения, поскольку есть прямая обратная связь с пользователем, которая обнаруживается неполадками со звуком.